# Peterborough (Ontario)
Peterborough is een stad in het zuidoosten van de Canadese provincie Ontario. Ze telde 78.698 inwoners in 2011. Met de omringende gebieden erbij ("Census Metropolitan Area") bedroeg het inwonertal ervan 118.975. Peterborough is de hoofdstad van Peterborough County.

## Geschiedenis
Leden van de First Nations bevolkten het gebied vanaf ongeveer 11.000 jaar geleden. Tussen circa 1000 voor en 1000 na Christus beheersten "Woodland Natives" de streek, rond 1740 gevolgd door Irokezen en Mississaugas. De Algonkin hebben er vermoedelijk ook gewoond. In 1615 deed Samuel de Champlain de streek aan.
In 1818 vestigde ene Adam Scott zich in het gebied. De nederzetting werd naar hem later Scott's Plains genoemd. In 1825 arriveerde een groep van 1.878 arme immigranten uit het Ierse Cork. Dit gebeurde in opdracht van de Britse regering en werd begeleid door Peter Robinson, een politicus uit York (nu Toronto). Peterborough werd vervolgens naar hem vernoemd.
Sandford Fleming, uitvinder van de standaardtijd, woonde tussen 1845 en 1847 in Peterborough. In 1893 werd een grote kanofabriek geopend. Rond 1926 leidde dit tot het oprichten van de Johnson Motor Company (in 2003 opgekocht door Evinrude Outboard Motors).
Peterborough was een van de eerste plaatsen in Canada met een waterkrachtcentrale, wat bedrijven als General Electric aantrok. In 1905 werd Peterborough officieel een "city" (stad).

## Geografie

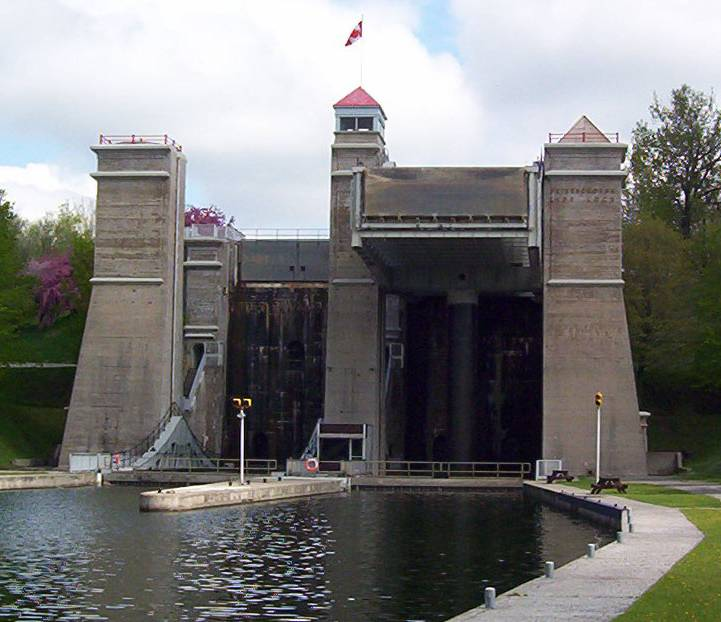
Peterborough Lift Lock, een scheepslift.

Peterborough ligt aan de rivier de Otonabee. Delen van de stad, waaronder het centrum, liggen op de plaats waar in de IJstijd een meer lag, Lake Peterborough. Dit gebied ligt op ongeveer 200 meter boven zeeniveau, tientallen meters lager dan andere delen van de stad, en is daardoor gevoelig voor overstromingen.
De Trent–Severn Waterway, een kanaal dat tegenwoordig vooral voor recreatieve doeleinden wordt gebruikt, loopt door Peterborough. Hier bevindt zich de Peterborough Lift Lock, de grootste hydraulische scheepslift ter wereld.

## Economie
Industrie is niet meer de belangrijkste sector in Peterborough, maar bedrijven als General Electric en Quaker Oats behoren nog steeds tot de grote werkgevers, samen met onder meer Trent University en Peterborough Regional Health Centre.

## Geboren
- J.C. MacKenzie (1970), acteur
- Michael Andrew Fisher (1980), NHL speler